# Fallout 2
Fallout 2 es un videojuego de rol, originalmente para PC, perteneciente a la saga de Fallout y desarrollado por Black Isle Studios, fue publicado por Interplay el 30 de septiembre de 1998. Se trata de un título de rol posapocalíptico como todos los de la saga Fallout. El juego toma lugar en el año 2241, 80 años luego de los sucesos de Fallout. Cuenta la historia del descendiente del héroe de la primera entrega, el cual emprende una búsqueda para salvar su tribu del hambre y los efectos de los Baldíos, para esto debe conseguir el G.E.C.K (Garden of Eden Creation Kit).

## Jugabilidad
El juego consiste básicamente en viajar e interactuar con los habitantes de los Baldíos (también llamados Yermo o Wastelands). En la búsqueda de completar nuestro principal objetivo van apareciendo misiones secundarias así como partes de la historia tanto de nuestro personaje como de su antepasado. Las decisiones del jugador modifican la historia del juego y darán lugar a distintos finales para cada una de las ciudades o facciones.
El juego también implementa un sistema de Karma, el cual sirve para determinar la bondad-maldad del personaje. También, al obrar de una u otra forma se obtiene reputación o fama con las distintas localidades y facciones.
El sistema de creación de personajes está basado en el sistema de puntos SPECIAL (Strength, Perception, Endurance, Charisma, Intelligence, Agility y Luck).

## Trama
En el año 2241 Arroyo sufre los efectos de la radiación. La líder de la aldea decide acudir a ti, como elegido de la tribu y descendiente del primer colono de Vault 13 (protagonista de la primera entrega del juego) y eres conocido como el Elegido (Chosen One). Este le encarga recuperar el Garden of Eden Creation Kit (G.E.C.K) para así poder salvar la aldea. Este dispositivo fue diseñado antes de la guerra y es capaz de crear extensas zonas verdes y restaurar parte de la destrucción reinante en los Baldíos causados por la radiación.
El protagonista es dejado a su suerte con tan solo un traje del Vault perteneciente a su ascendiente, un PipBoy 2000 y una cantimplora del Vault 13, una lanza y un poco de dinero.
El jugador eventualmente encuentra el Vault 13 y el G.E.C.K. Al regresar a su aldea se encuentra con el lugar devastado y todos sus habitantes secuestrados por los remanentes del gobierno de los Estados Unidos, ahora conocido como el Enclave.
La misión principal ahora es rescatar a los miembros de la tribu. Para esto el protagonista debe viajar a la principal base del Enclave, en una plataforma petrolera, enfrentar al actual presidente de los Estados Unidos y rescatar a los habitantes de tu pueblo: Arroyo.

## Recepción
Fallout 2 recibió críticas mayormente positivas. Metacritic le otorgó un puntaje de 86 sobre 100 basado en una encuesta. Las críticas positivas elogian mayormente la jugabilidad, la trama y su fidelidad como verdadero sucesor del primer Fallout. Los detractores atacaron principalmente el exceso de errores y la falta de desarrollo en comparación con la primera entrega.

## Versiones Internacionales y Censura
Algunas de las versiones No-estadounidenses, principalmente las versiones europeas fueron severamente censuradas. Si bien el título siempre fue polémico por su contenido de prostitución y alto grado de violencia, esta segunda entrega incluía la aparición de niños pequeños a los cuales el jugador, de así desearlo, podía dispararles o matar como quisiese. En las versiones europeas del juego estos niños fueron eliminados (entre otras cosas) aunque esto comprometió la integridad del juego, llegando a eliminar la posibilidad de realizar varias misiones, sobre todo en la localidad de Modoc.
Los parches realizados mayormente por desarrolladores independientes permiten hoy en día actualizar la versión europea de Fallout 2 y tener la libertad de matar niños.